# Hans Hinzpeter

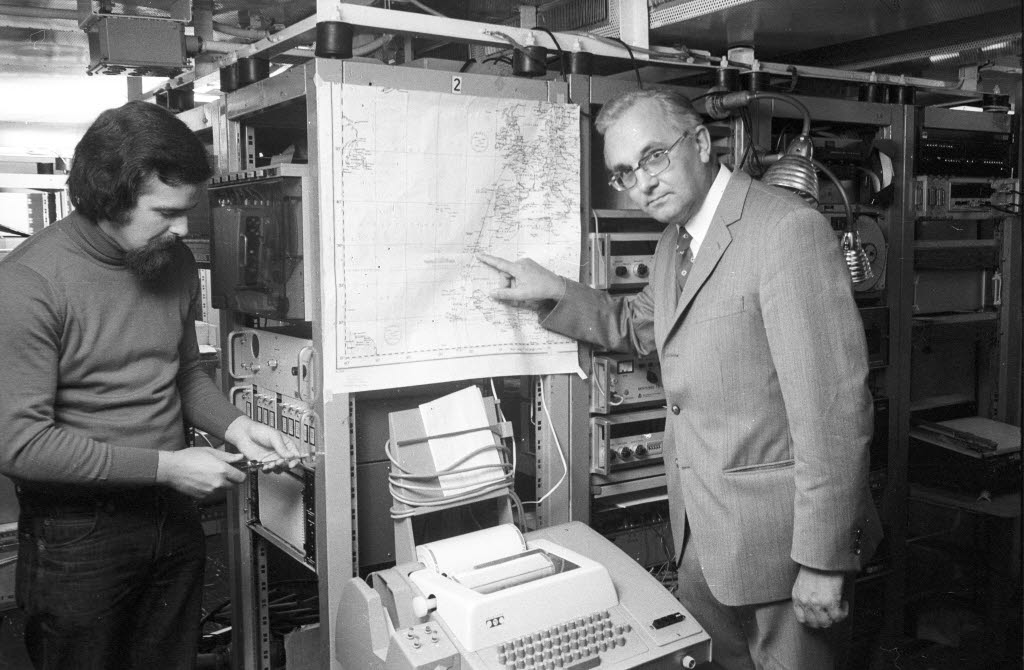
Hans Hinzpeter (rechts) an Bord des Forschungsschiffs Planet (1974)

Hans Georg Theodor Hinzpeter (* 31. Januar 1921 in Berlin; † 15. Dezember 1999) war ein deutscher Meteorologe.

## Leben

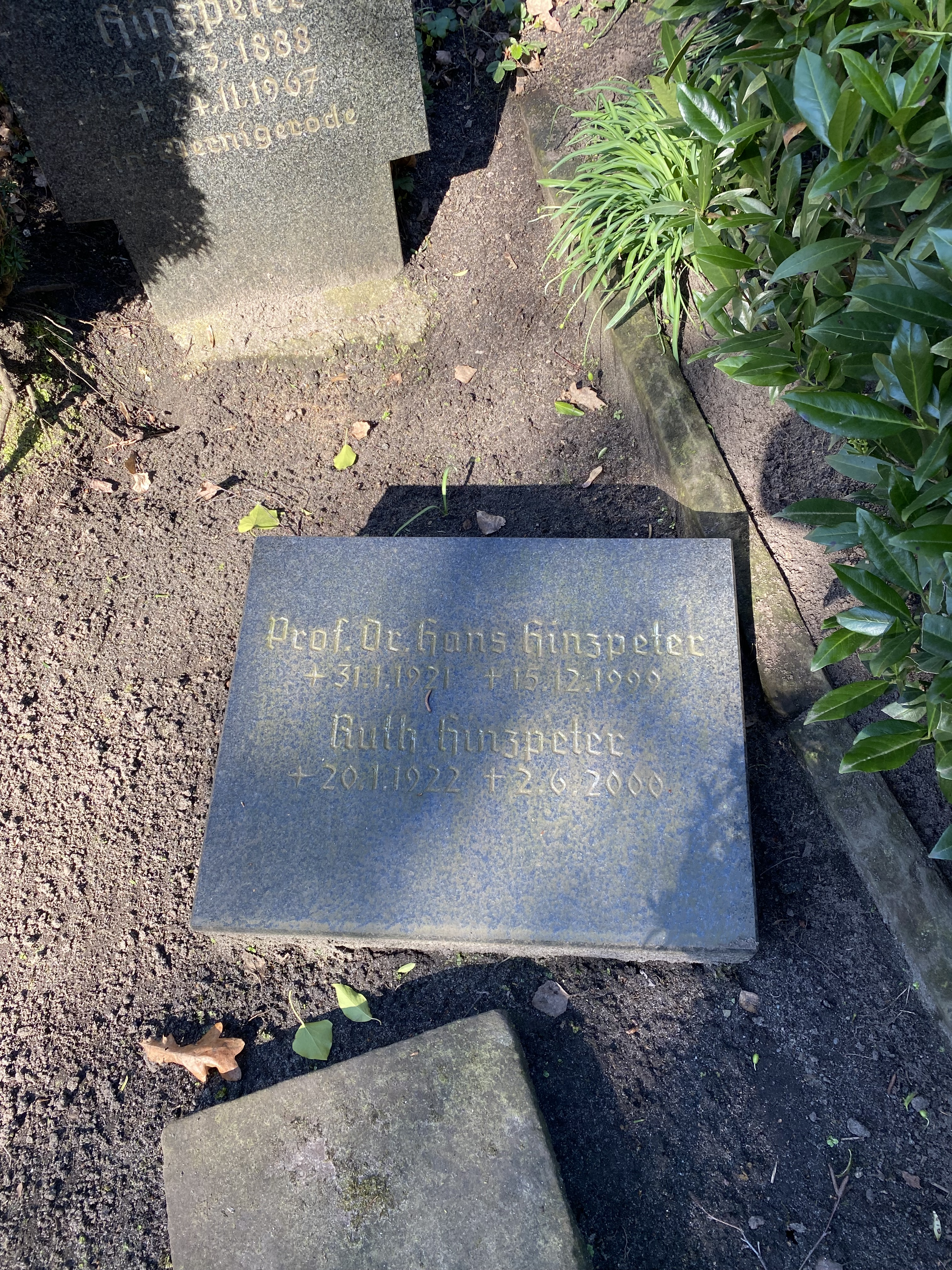
Kissenstein auf dem Friedhof Blankenese

Von 1940 bis 1942 studierte er an der Friedrich-Wilhelms-Universität zu Berlin (1942 Diplom) Meteorologie, Geophysik, Mathematik und Physik. Von 1947 bis 1950 war er wissenschaftlicher Mitarbeiter am Meteorologischen Hauptobservatorium Potsdam. Nach der Promotion 1951 an der Humboldt-Universität zu Berlin leitete er von 1958 bis 1961 die Wetterwarte Wahnsdorf. Nach der Habilitation 1964 an der Universität Kiel war er von 1970 bis 1975 Professor für Meteorologie an der Universität Mainz. Von 1975 bis 1986 war er Professor für Geophysik, insbesondere Meteorologie an der Universität Hamburg.
Hans Hinzpeter wurde auf dem Hamburger Friedhof Blankenese beigesetzt. Dort erinnert ein Kissenstein in der Familiengrabstätte an ihn.

## Schriften (Auswahl)
- Studie zum Strahlungsklima von Potsdam. Berlin 1953, OCLC 882482046.
- mit Leonhard Foitzik: Sonnenstrahlung und Lufttrübung. Leipzig 1958, OCLC 174411670.
- Achtung! Station 196. Den Geheimnissen des Ozeans auf der Spur. Leipzig 1960, OCLC 16634441.
- Konvektive Bewölkung über See. Rollen und offene Zellen. Vorgelegt in der Sitzung vom 27.4.1984. Hamburg 1985, ISBN 3-525-86217-2.